# Телетанк

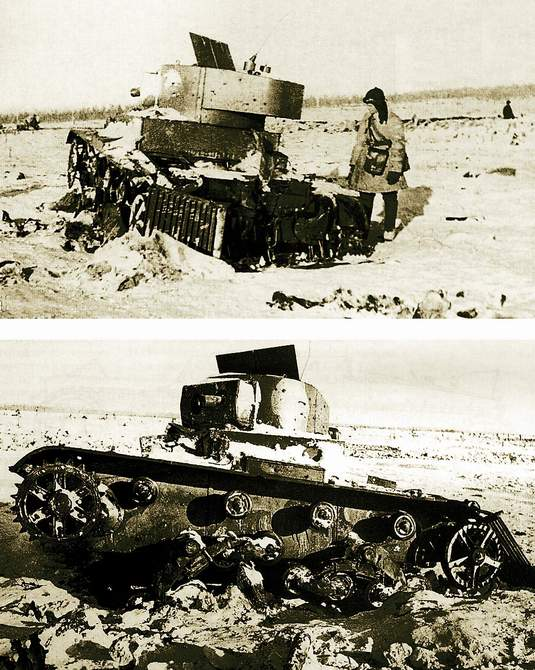
Телеуправляемый танк ТТ-26 (217-й отдельный танковый батальон 30-й химической танковой бригады), февраль 1940.

Телеуправляемый танк (сокращённо телетанк или ТТ, другие названия радиотанк или беспилотный танк) — безэкипажный танк, управляемый на расстоянии.
В 1929—1930 годах Советский Союз провёл испытания доработанного лёгкого французского танка «Рено-ФТ» (Лёгкий танк МС-1), на который была установлена аппаратура телеуправления. После испытаний было принято решение о целесообразности продолжения разработки темы телеуправления по радиоканалу.

## Телетанк ТТ-18
ТТ-18 вышел на испытания 23 марта 1930 года оборудованный аппаратурой управления типа «Мост-1». Данная аппаратура имела трёхкомандное управление: вправо-влево-стоп. На испытаниях танк, двигаясь со скоростью 2,5-4 км/ч, уверенно выполнял команды оператора, чем подтвердил возможность полноценной реализации идеи управления танком по радио.
В 1933 году был изготовлен специализированный телетанк ТТ-18 (индекс «ТТ» был присвоен только в 1934 году). Всего было выпущено не менее 7 танков данной модели. При создании танка из машины были удалены все штатные органы управления, а на месте водителя разместилась новая шестнадцатикомандная аппаратура управления конструкции Остехбюро системы 1932 года.
В отличие от предшественника ТТ-18 мог выполнять более сложные манёвры:
- менять скорость и направление движения;
- останавливаться и глушить двигатель;
- подрывать заряд ВВ на борту и т. д.

Максимально возможная дистанция телеуправления составляла 1,5 километра. Реальная не превышала 500—1000 метров при ясной погоде.
8 января 1933 года 5 танков ТТ-18 были переданы для испытаний в специальный отряд № 4 ЛВО, куда вошли также телетанки ТТ-26 и ТТ-27. Цель испытаний заключалась в выборе типа телетанка для дальнейших работ и серийного производства.
Испытания продлились 10 дней, а затем были повторены в октябре того же года. Результаты испытаний были неблагоприятными для ТТ-18.
Среди плюсов были хорошая проходимость танка и лёгкость его следования командам.
Главным же недостатком, вследствие малого веса танка, а также сравнительно узкой колее при высоком силуэте, стало отсутствие возможности движения по прямой. Танк всё время разворачивало влево-вправо от толчков на ухабах.
Вследствие данного обстоятельства танки ТТ-18 в серии не производились и на вооружении не состояли.

## ТТ-27
В 1932 году на базе танкетки Т-27 была выпущена опытная партия телетанкеток ТТ-27 в количестве 5 штук.

## ТТ-26 и ТУ-26
Разработки начались в 1932 году. Первая серия из 35 групп была переделана на заводе № 192 в Москве из 2-х башенных Т-26 в 1936-37 годах. Вторая серия из 30 групп строилась на базе новых танков в 1938-39 годах. Группа состояла из телетанка ТТ-26 — легкого химического (огнемётного) танка и танка управления ТУ-26. Вооружение телетанка состояло из пулемёта ДТ и огнемётной установки. Телетанки также предназначались для постановки дымовых завес. Были способны к использованию химического оружия, хотя оно не использовалось в боевых действиях. Вооружение танка управления — 45-мм танковая пушка образца 1932 года и пулемёт ДТ.
Красная армия использовала удалённо-управляемые танки в Советско-финской войне 1939—1940 годов и в начале Великой Отечественной войны. Красная армия имела два телетанковых батальона к началу ВОВ — 51-й и 152-й.

## ТТ-БТ-7
В течение 1938—1939 гг. в НИИ-20 НКАП проводились работы по созданию и испытанию телемеханической аппаратуры для группы танков ТТ-БТ-7, состоявшей из телетанка и танка управления. Телетанк предназначался для разведки минных полей, проделывания проходов в проволочных заграждениях, огнеметания, постановки дымовой завесы, дегазации или заражения местности боевыми ОВ.
Аппаратура телетанка включала приёмное устройство и приборы автоматизации органов управления, вооружения и сервоуправления бортовыми фрикционами и тормозами. Радиотелемеханическая линия была защищена от ложных команд и помех и обеспечивала максимальную дальность действия до 4000 метров. Продолжительность непрерывного управления составляла 4-6 часов. Управление телетанком могло осуществляться как непосредственно механиком-водителем, так и на расстоянии с помощью кнопочного пульта. Масса аппаратуры управления не превышала 147 кг.
Аппаратура обеспечивала выполнение 17 команд по управлению:
- движением (пуск двигателя, остановка машины, переход на высшую передачу, переход на низшую передачу, повороты влево и вправо);
- вооружением (подготовка вооружения к действию, огнеметание, дымопуск, заражение местности боевыми ОВ, стрельба из пулемёта, повороты башни вправо и влево)
- самоликвидацией (подготовка машины к взрыву, взрыв, отмена подготовки к взрыву и запасная команда).

На телетанке были установлены 7,62-мм радиоуправляемый пулемёт системы Силина, химическая аппаратура КС-60, разработанная московским заводом «Компрессор», и 1 кг ВВ из спрессованного тротила с подрывным устройством для уничтожения аппаратуры и телетанка при необходимости. 7,62-мм пулемёт Силина с автоматической перезарядкой имел темп стрельбы 700—1300 выстр./мин (на опытной машине был установлен пулемёт ШКАС). Боекомплект составлял 1000 патронов, ёмкость химприбора 400 литров обеспечивала производство 18 огневых выстрелов. Дальность огнеметания составляла 40-50 метров. Два бака химической аппаратуры КС-60 имели диаметр 330 мм и длину 2550 мм. Они были забронированы и расположены слева и справа на надгусеничных полках корпуса. При заправке химприбора ОВ величина площади заражения составляла 7200 м², при постановке дымовой завесы в течение 8-10 минут обеспечивалась непросматриваемая зона длиной 300—400 метров. При дегазации зараженной местности ёмкость бака химприбора обеспечивала обработку площади, равной 360 м².
Танк управления имел такое же вооружение, как и линейный танк, но с боекомплектом 176 артиллерийских выстрелов и 2142 патрона (34 пулемётных диска). Экипаж танка управления состоял из трёх человек.
Телемеханическая группа танков ТТ-БТ-7 допускала использование танка управления в качестве линейной машины с артиллерийским вооружением и телетанка, как танка с химическим вооружением, но с ручным управлением.
Государственные испытания, проведенные в 1940 году, показали, что по сравнению с телетанками ТТ-26, телетанки ТТ-БТ-7 имели превосходство по подвижности и были более просты и надёжны по конструкции телемеханической аппаратуры. Надёжное управление телетанком из танка управления при закрытых на нём люках и использовании штатных приборов наблюдения, осуществлялось на дистанции до 1000 метров. Однако прицельная стрельба из пулемёта телетанка была невозможна, а стрельба по площади — неэффективна. Дальнейшие работы по телетанкам ТТ-БТ-7 с началом Великой Отечественной войны были прекращены.

## Телетанк Т-72Б
Разработку системы дистанционного управления танком Т-72Б проводил Московский институт электронной техники в рамках НИР «Калининград» по заказу Минобороны России.

## См. также

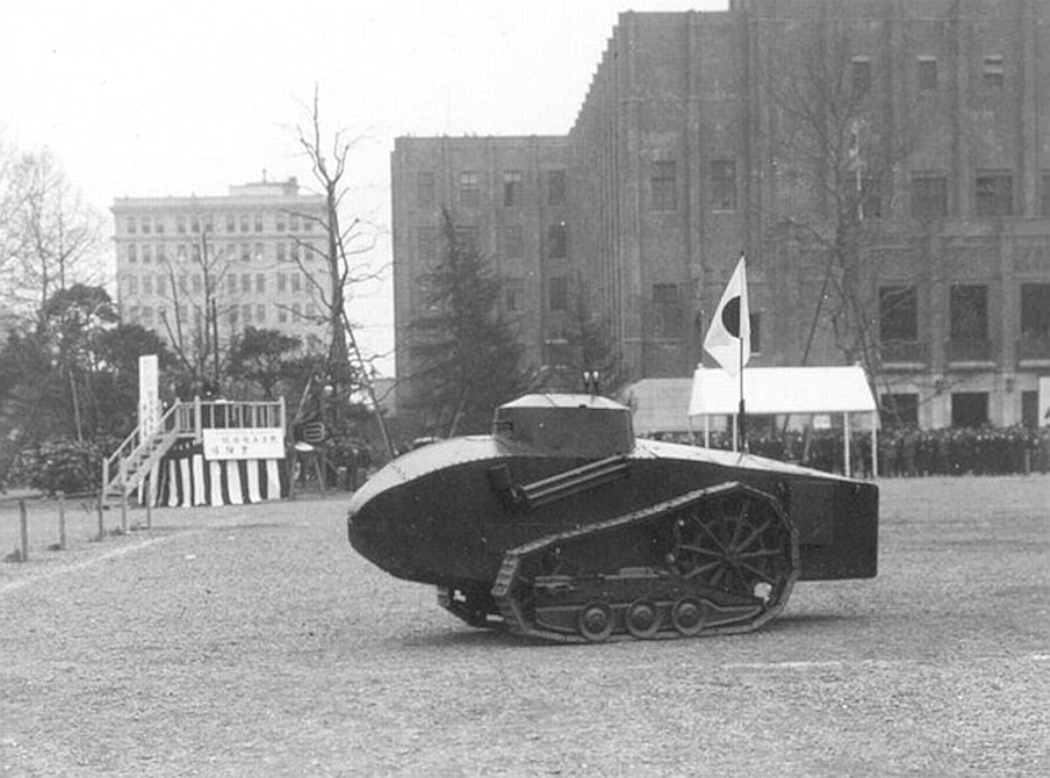
Легкобронированная телетанкетка Nagayama (с дистанционным радиоуправлением) для использования в качестве самоходной мины против бункеров и препятствий. Прототип был изготовлен в 1929 году и после испытаний представлен публике.